# العلاقات الجنوب إفريقية الجورجية
العلاقات الجنوب أفريقية الجورجية هي العلاقات الثنائية التي تجمع بين جنوب أفريقيا وجورجيا.

## مقارنة بين البلدين
هذه مقارنة عامة ومرجعية للدولتين:
| وجه المقارنة                                              | جنوب أفريقيا | جورجيا                          |
| --------------------------------------------------------- | --- | ------------------------------- |
| المساحة (كم2)                                             | 1.22 مليون | 69.70 ألف                       |
| عدد السكان (نسمة)                                         | 57.73 مليون | 3.72 مليون                      |
| الكثافة السكانية (ن./كم²)                                 | 47.32 | 53.37                           |
| العاصمة                                                   | بريتوريا، بلومفونتين، كيب تاون | تبليسي، كوتايسي                 |
| اللغة الرسمية                                             | لغة إنجليزية، اللغة الأفريقانية، اللغة النديبلي الجنوبية، اللغة السوثو الشمالية، اللغة السوتية، لغة سوازي، اللغة التسونجا، اللغة التسوانية، اللغة الفيندية، اللغة الكوسية، اللغة الزولوية | اللغة الجورجية، اللغة الأبخازية |
| العملة                                                    | راند جنوب أفريقي | لاري جورجي                      |
| الناتج المحلي الإجمالي (بليون دولار)                      | 349.42 مليار | 15.16 مليار                     |
| الناتج المحلي الإجمالي (تعادل القوة الشرائية) بليون دولار | 725.91 مليار | 35.68 مليار                     |
| الناتج المحلي الإجمالي الاسمي للفرد دولار أمريكي          | 5.72 ألف | 3.79 ألف                        |
| الناتج المحلي الإجمالي للفرد دولار أمريكي                 | 13.05 ألف |                                 |
| مؤشر التنمية البشرية                                      | 0.666 | 0.754                           |
| رمز المكالمات الدولي                                      | +27 | +995                            |
| رمز الإنترنت                                              | .za | .ge، .გე ‏                       |
| المنطقة الزمنية                                           | ت ع م+02:00، أفريقيا/جوهانسبرغ ‏ | ت ع م+04:00                     |

## منظمات دولية مشتركة
يشترك البلدان في عضوية مجموعة من المنظمات الدولية، منها:
| علم المنظمة | اسم المنظمة                   | تاريخ انضمام جنوب أفريقيا | تاريخ انضمام جورجيا |
| ----------- | ----------------------------- | ------------------------- | ------------------- |
|             | يونسكو                        | 4 نوفمبر 1946             | 7 أكتوبر 1992       |
|             | الفريق المعني برصد الأرض      | ?                         | ?                   |
|             | مؤسسة التمويل الدولية         | 3 أبريل 1957              | 29 يونيو 1995       |
|             | مؤسسة التنمية الدولية         | 12 أكتوبر 1960            | 31 أغسطس 1993       |
|             | منظمة التجارة العالمية        | 1995                      | 14 يونيو 2000       |
|             | الاتحاد البريدي العالمي       | ?                         | ?                   |
|             | الاتحاد الدولي للاتصالات      | 1910                      | 7 يناير 1993        |
|             | الأمم المتحدة                 | 7 نوفمبر 1945             | 31 يوليو 1992       |
|             | البنك الدولي للإنشاء والتعمير | 27 ديسمبر 1945            | 7 أغسطس 1992        |
|             | المنظمة الهيدروغرافية الدولية | ?                         | ?                   |

## وصلات خارجية
- موقع وزارة الخارجية الجنوب أفريقية
- موقع وزارة الخارجية الجورجية